# Лавовый поток

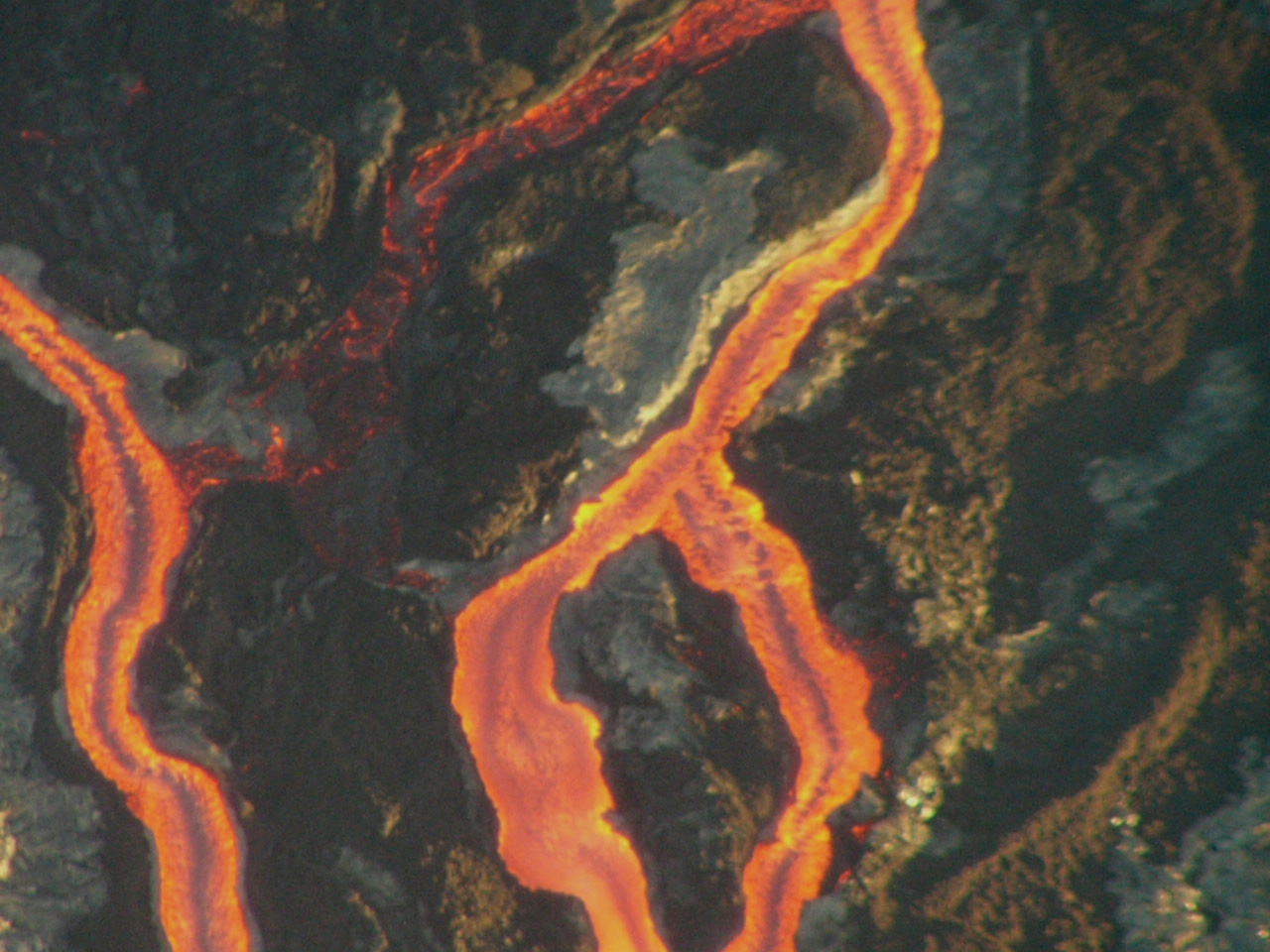
Вид с воздуха на лавовые потоки на склонах Килауэа на Гавайских островах, 2005 год

Лавовый поток (поток лавы) — форма залегания вулканической лавы, излившейся из вулкана, в виде длинного потока небольшой шириной. Размеры потока зависят от вязкости лавы и уклона местности. Потоки кислых лав обычно коротки (1-10 км) и мощны, базальтовых — длинны (до 60-80 км) и незначительны по мощности. Известен лавовый поток длиной до 120 км, образованный исландским вулканом Трёдладингья.

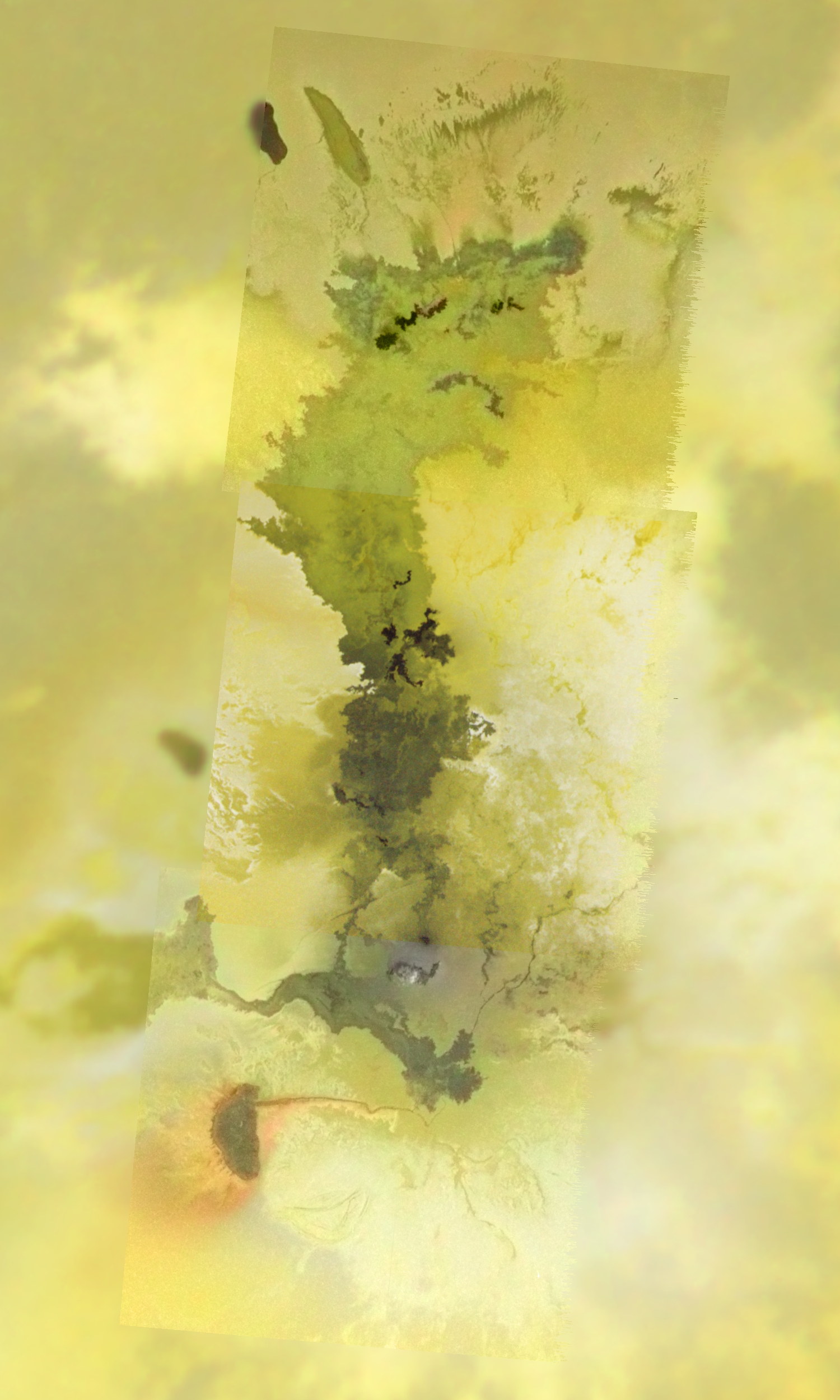
Лавовый поток вулкана Амирани (снимок КА «Галилео»)

## Описание
Поток лавы может двигаться или быть застывшим, он представляет собой сильно вытянутое тело, возникшее в результате движения лавы по наклонной поверхности рельефа; длина потока намного больше его ширины. Образуются они чаще при центральных извержениях, чем при трещинных.
Скорость лавового потока обычно составляет несколько метров в час, но на крутых склонах скорость потока лавы может достигать нескольких десятков километров в час.
Жидкие лавовые потоки обычно маломощные, с пористой зоной вверху и внизу потока, с пузырями, пещерами и тоннелями, с волнистой поверхностью и т. д. Вязкие лавовые потоки большей мощностью (до десятков метров), лентообразной формы, со слабой пористостью, отсутствием пузырей и полостей, с глыбовой поверхностью различного типа. Ламинарное течение лавы способствует образованию трахитовой структуры, в областях закалки лав стекловатые структуры, далее от поверхности образуются гиалопилитовые, а в центральных частях потоков интерсертальные или долеритовые структуры. Кроме того, в лавах существуют признаки микронеоднородности — наличие моно- и полиминеральных сферолитов, более крупных шаровых обособлений, глобулей, фенокристаллов и др., которые распределяются в потоке в некоторых случаях упорядоченно.
Флюидальность хорошо проявляется в кислых породах, менее чётко в породах среднего состава, и почти не выражена в основных лавах.
Наземные (аэральные) лавовые потоки часто обладают отдельностью: в верхней и нижней части потока пластовой, а в центральной — столбчатой, ориентированной по нормали к границам потока.
Иногда в центральной части потока может быть наклонно залегающая столбчатая отдельность, сформированная чуть позднее отдельности в кровлевой и подошвенной части потока. Её наклон указывает на направление течения лавы. Столбчатая отдельность свойственна базальтовым лавам платформенного и посторогенного вулканизма, но встречается и в лавах орогенных структур, а также в гипабиссальных дайках.
Потоки и покровы, образовавшиеся в морской среде, более выдержаны по мощности, в пирокластических слоях может наблюдаться градационная слоистость, а в лавовых потоках — подушечная и шаровая отдельность. Накопившиеся на морском дне эффузивные породы подвергаются зеленокаменному перерождению (хлоритизации и серпентинизации), а среди основных пород нередко присутствуют спилиты (альбитизированные диабазы).
Внутренне строение лавовых потоков характеризуется рядом особенностей. Слоистость в них обычно плохо выражена. Для картирования лучше использовать признаки определения кровли и подошвы потоков или покровов. Кровля лавового потока имеет волнистую, пузырчатую поверхность. В верхней части лавового потока массивных и волнистых лав порода будет иметь афанитовый облик, корки взламывания, структуры скручивания, зоны пористых или миндалекаменных пород, а в нижней — порода будет более кристаллической, с обломками нижележащих пород, с экзо- и эндоконтактовой зоной закалки. Между слоем монолитной лавы и лавокластитом обычно находится слой
лавобрекчии.

## Крупнейшие лавовые потоки
Самый длинный известный лавовый поток Земли имеет длину 160 километров и находится вблизи курорта Ундара в Австралии. Крупнейший из известных лавовых потоков Земли имел площадь 970 квадратных километров и объём 26 кубических километров и образовался при извержении в Исландии примерно 8600 лет назад.

## На других планетах
Источником крупнейшего активного лавового потока во всей Солнечной Системе (330x100 км) является вулкан Амирани на спутнике Юпитера Ио.